# Kidinnu
Kidinnu, o anche Cidena, (Babilonia o Sippar, 400 a.C. circa – forse 14 agosto 330 a.C.) è stato un astronomo, sacerdote e matematico babilonese.
Strabone e Plinio il Vecchio si riferiscono a lui chiamandolo Kidenas o Cidenas.
Kidinnu nacque a Babilonia. Era contemporaneo di Eudosso di Cnido e del suo studente Callippo di Cizico, e capo della scuola astronomica nella città mesopotamica di Sippar, in Accadia (ora Abu Habbah, a sudovest di Baghdad, in Iraq).
È probabile che Kidinnu abbia sviluppato un complesso metodo e delle equazioni per calcolare i movimenti irregolari della Luna e degli altri pianeti, e specialmente del Sole. Poiché non era, come i Greci, convinto della velocità costante dei pianeti fu in grado di ottenere una buona approssimazione dei loro moti. Per il Sole, la velocità angolare apparente è minima in afelio, quando la Terra è più lontana. Partendo da questo dato Kidinnu sviluppò dal "Sistema A" di Nabu-rimanni un metodo più preciso, oggi chiamato "Sistema B", utilizzato dagli astronomi caldei per descrivere più in dettaglio i moti planetari. Questo sistema utilizzava valori crescenti e decrescenti per fornire la posizione dei pianeti, e qualche volta viene chiamato funzione a zig-zag.
Come lunghezza dell'anno tropico Kidinnu usava il valore di 365 g 6 h 13' e 43,4''.
Attorno al 383 a.C. Kidinnu ottenne dei valori ancora più accurati dei moti lunari, calcolati prima di lui da Nabu-rimanni. Già da giovane aveva ipotizzato come lunghezza del mese sinodico il periodo di 29.530614d = 29 g 12 h 44' 3,3'', con un errore minore di 1s. Il valore classico di 29.53059414...d è attribuito a lui. Fu confermato poi da Ipparco ed utilizzato da Tolomeo e da astronomi successivi.
Probabilmente introdusse anche il cosiddetto ciclo Metonico di 19 anni nel calendario babilonese. In questo sistema ogni anno aveva 12 mesi lunari, e 7 mesi extra venivano aggiunti nel corso dei 19 anni successivi per bilanciare la differenza tra anno solare e lunare. Il ciclo, con il valore del mese sinodico, fu utilizzato fino al 64 d.C. e poi adottato anche nel calendario Ebraico ed è rimasto in uso fino ad oggi. 
Gli astronomi caldei scoprirono anche i cambiamenti del diametro apparente della Luna. Avevano osservato che i valori variavano fra 29' 30" e 34' 16". I valori oggi riconosciuti sono tra 29' 30" e 32' 55", dunque estremamente simili a quelli dei babilonesi. Non è ancora stato scoperto se ai caldei fossero note anche le variazioni del diametro solare, che erano certamente conosciute da Sosigene di Alessandria.
Attorno al 314 a.C. Kidinnu, ammesso che fosse ancora in vita, comprese che l'anno sidereo era più lungo dell'anno tropico, e poteva essere al corrente, seppur in modo vago, della precessione degli equinozi. Aprì la via agli accurati calcoli di Ipparco; sembra infatti che l'astronomo greco, che forse lavorò per qualche tempo a Babilonia attorno al 139 a.C., conoscesse il lavoro di Kidinnu. Anche Tolomeo fu influenzato dalle sue scoperte.
Una tavoletta danneggiata in caratteri cuneiformi trovata a Babilonia dice che "ki-di-nu fu ucciso dalla spada" il quindicesimo giorno probabilmente del quinto mese di quell'anno, data che è stata identificata con il 14 agosto del 330 a.C., meno di un anno dopo la conquista di Babilonia da parte di Alessandro Magno. Non è certo se la tavoletta si riferisca proprio all'astronomo.

## Eponimia
Gli è stato dedicato il cratere Kidinnu sulla Luna.